# Saint-Clément-de-Vers
Saint-Clément-de-Vers là một xã thuộc tỉnh Rhône trong vùng Auvergne-Rhône-Alpes phía đông nước Pháp. Xã này nằm ở khu vực có độ cao trung bình 512 mét trên mực nước biển.